# 加拿大註冊總署署長
加拿大註冊總署署長（英語：Registrar General of Canada）負責登記所有以加拿大國璽或御璽發出的英皇制誥、專利證書（letters patent）、委任狀（commission）、文書（instrument）、文告（proclamation）。現任加拿大工業部長及註冊總署署長趙美蘭（Mélanie Joly）於2025年5月13日宣誓就職。自2019年11月20日起，該部長職位被命名為「創新、科學及工業部長」（Minister of Innovation, Science and Industry）。

## 委任
註冊總署署長一職並非由專門委任產生——獲委任為工業部長的內閣官員會自動兼任註冊總署署長。換而言之，總督在諮詢總理後委任工業部長，工業部長自動兼任註冊總署署長，註冊總署署長由此間接地被委任。註冊總署署長任期沒有法定限制，可任職直至其被更換為止。

## 職分及職責

### 登記文件

加拿大國璽

註冊總署（Office of the Registrar General）負責登記已以加拿大國璽或加拿大君主御璽簽發的文件。此類文件可以包括上議員、陪席法官（puisne justice）及總督的委任書。 在加拿大法團局（Corporations Canada）的協助下，註冊總署署長對此類文件進行登記。

### 保管國璽
雖然加拿大國璽的正式保管人為加拿大總督，但總督通常委託註冊總署署長保管國璽。國璽用於核證國家正式文件。目前的國璽於1955年伊利沙伯二世即位為加拿大女皇後開始使用。

## 歷史
在聯邦化之前，加拿大有兩名主管註冊的官員，分別為上加拿大省布政司（provincial secretary）及下加拿大省布政司。聯邦化後，由加拿大國務卿（Secretary of State for Canada）兼任加拿大註冊總署署長，直到1966年，註冊總署署長的職責下放予消費者及法團事務部長（Minister of Consumer and Corporate Affairs）。當這個部長職位在1995年撤銷時，註冊總署署長的職責由工業部長接手。

## 各省及地區的註冊總署署長
加拿大各省及地區都有一名註冊總署署長負責生死登記（vital statistics），即出生、結婚及死亡證書等。例如，安大略省註冊總署（Office of the Registrar General）對安大略省的所有出生、婚姻及死亡進行登記。安省居民可以向安省註冊總署申請該省的出生、死亡或結婚證明。

## 外部連結
- 加拿大註冊總署 （页面存档备份，存于） - 特倫特大學
- 加拿大《工業部法令》 （页面存档备份，存于）